# Em (tipografia)
Um em é uma unidade de largura no campo da tipografia, igual ao tamanho atual especificado para o ponto. Por exemplo, um em em um tipo de fonte de 16 pontos possui a largura de 16 pontos. Entretanto, esta unidade é a mesma para todos os tipos de fonte em um dado tamanho de ponto.
Medidas tipográficas usando esta unidade são frequentemente expressadas em notação decimal (por exemplo, 0.7 em) ou como frações de 100 ou 1000 (por exemplo, 70/100 em ou 700/1000 em).
Originalmente, a unidade igualou a largura da letra "M" no tipo de fonte e tamanho a ser utilizado, o que deu o nome à unidade. Sob esta definição, o comprimento de um em varia com o tipo de fonte e o tamanho do ponto.

## CSS
On-line, a utilização da medição em tornou-se mais comum. Com o desenvolvimento da Cascading Style Sheets (ou CSS), as recomendações de melhores práticas W3C dentro de HTML e marcação on-line agora chamam páginas web a serem baseadas em designs escaláveis, usando uma unidade relativa de medida (como a medida em), em vez de uma unidade fixa como pixels ("px!) ou pontos.